# Опарин, Владимир Ефимович
Владимир Ефимович Опарин (17 ноября 1872 — 1928) — юрист Российской империи начала XX века и в период становления Советского Союза, большевик, председатель Чрезвычайного ревтрибунала Сибири над бароном Р. Ф. Унгерном фон Штернбергом.

## Биография
Родился 17 ноября 1872 года. Происходил из крестьянской среды. Учился на юридическом факультете Санкт-Петербургского университета, который окончил в 1898 году. До Первой мировой войны — присяжный поверенный; с 1914 по 1917 год — делопроизводитель судебной части Западного фронта.
17 марта 1917 года вступил в РСДРП. После наступления Октябрьской революции исполнял обязанности комиссара, состоял в военно-революционном комитете, занимался организацией гражданской части в Западной области, избирался в Минский совдеп. С началом Гражданской войны — военнослужащий Красной армии, публичный обвинитель, помощник начальника юридической части 5-й армии и его военный комиссар.
В конце 1919 года направлен в Сибревком. С января по апрель 1920 года — служащий Омского губревкома, председательствовал в коллегии защитников, обвинителей, представителей сторон гражданского судопроизводства. Занимал должность председателя коллегии окружного совета полковых судей (с мая 1920), реввоентрибунала Западно-Сибирского военного округа (с 6 августа 1920), Реввоентрибунала Сибири (с 9 ноября 1920) и Сибирского отделения Верховного трибунала ВЦИК советов (июнь 1921 — май 1922).
С февраля 1921 года руководил выездной сессией Реввоентрибунала Сибири по Ишимскому судебному процессу.
С сентября 1921 года — председатель Чрезвычайного ревтрибунала Сибири над бароном Р. Ф. Унгерном фон Штернбергом, проходившего в Новониколаевске.
В связи с ухудшением здоровья оставил работу в трибунальной системе и с разрешения Сиббюро ЦК РКП(б) перевёлся в органы внешней торговли.
С 1924 по 1928 год — профессор, заведующий кафедрой земельного права и землеустройства в Сибирской сельскохозяйственной академии/Сибирском институте сельского хозяйства.